# 乔庙镇
乔庙乡，是中华人民共和国河南省焦作市武陟县下辖的一个乡镇级行政单位。

## 行政区划
乔庙乡下辖以下地区：
杨村、前赵村、后赵村、韩村、黄村、张村、杨洼一街村、杨洼二街村、杨洼三街村、刘庄村、马宣寨村、张寨村、前堤村、后冯堤村、冯庵村、邸合村、孟村、冯丈村、宋陵村、商村、陈村、李村、千村、关王庙村、周村、杜村、詹堤村和马村。